# Stenoleon cingulatus
Stenoleon cingulatus är en insektsart som beskrevs av Tim R. New 1985. Stenoleon cingulatus ingår i släktet Stenoleon och familjen myrlejonsländor. Inga underarter finns listade i Catalogue of Life.